# El Casetón de los Moros

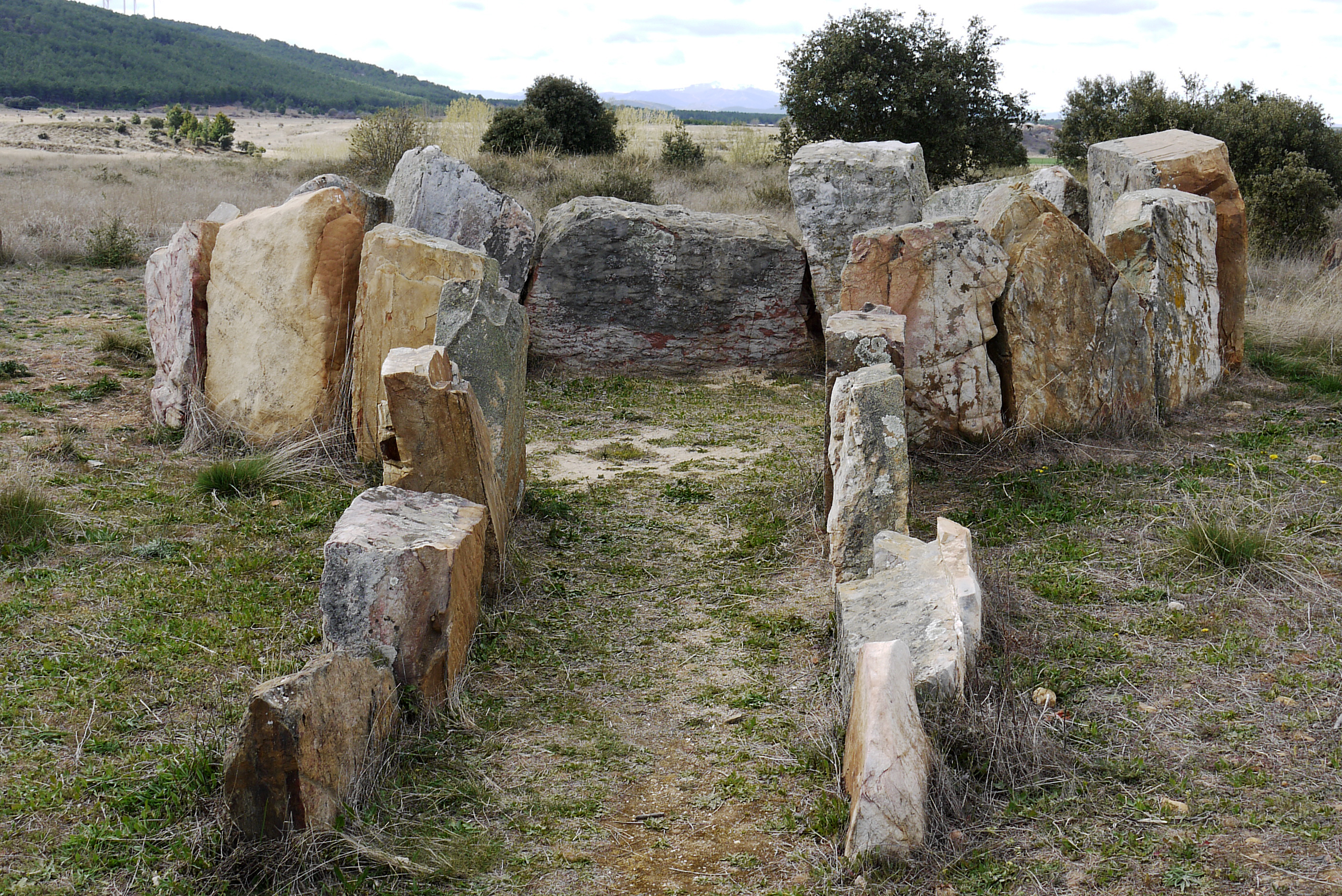
El Casetón de los Moros, Granucillo de Vidriales

El Casetón de los Moros är en stensättning i Granucillo de Vidriales, Kastilien och Leon. I Spanien kallas dessa monument för dolmen.
El Casetón de los Moros är till formen en gånggrift byggd av stora kvartsblock, uppställda och nedgrävda i marken. Stensättningen består av en cirkulär kammare och en ingång från sydöst.
Stensättningen grävdes ut på 1987. Av kammaren återstod då fem stenar och ytterligare en återfanns liggande inne i gravkammaren liksom avtryck av de försvunna stenarna. Av de fynd som hittades märks verktyg av flinta (flisor och formade småstenar), en polerad stenhacka och några delar av halsband av pizarra och variscit.
Stensättningen är daterad till perioden 3500–3000 f.Kr.